# Alter Ego (ORβITのアルバム)
『Alter Ego』（アルター・エゴ）は、日本の日韓合同ダンスボーカルグループORβITの2ndミニアルバム。2021年11月23日に自社レーベルであるPresent Labelから発売された。

## 概要
2021年4月にリリースされた1stミニアルバム『Enchant』に続く3枚目のCDリリースであり、2枚目のミニアルバムである。アルバムタイトルの「Alter Ego」は「別人格」という意味であり、「7人揃ったORβITで新たな一面を見せる」という意味が込められている。「ここからまた新しい軌道を共に描いていこう」というメッセージが込められたタイトル曲「Eclipse」、先行公開曲「ハナ」など計5曲が収録されている。

## 録音・制作
日本側のエグゼクティブ・プロデューサーは日本側所属事務所の社長である黒沢美樹、韓国側のエグゼクティブ・プロデューサーはリーダーであり韓国側所属事務所の社長であるHEECHOが務め、5曲中4曲をメンバーのHEECHO、JUNE、YUGO、TOMOが作詞した。
新型コロナウイルスの感染拡大に伴う渡航制限の影響により日韓に分かれて行われて制作された前2作とは異なり、日本在住メンバーが渡韓し初めて同じ場所に集い制作された。録音、アーティスト写真撮影、MV撮影などは、すべて韓国で行われている。

## 音楽性・作曲・構成
Eclipse
本アルバムのタイトル曲。曲名の「Eclipse」は「日食」を意味し、軌道（orbit）が重なり合う瞬間（7人が集まった瞬間）に地球（きみ、ORβITのファンの総称であるEαRTH）の夢が咲くという意味が込められている。メンバーが全員揃っての活動を待っていたファンの願いを叶えるという内容で、7人のメッセージや意気込みが込められている。また、前作『Enchant』のタイトル曲「Blind」の神秘的なイメージを継承し、より大人な雰囲気が込められている。
Shady
アルバムのタイトルである「別人格」に一番リンクした曲。リズミカルな楽曲で、二重人格だと気づいていないけれど相手には怪しまれているという内容で、自分で気付いていない一面を一つの物語として表現した曲である。
Forever
爽やかなヒューチャーベースの楽曲。ORβITの現状や今後のことを考えながら書かれた曲で、歌詞に四季を織り込み、7人でいる時の思い出を大切に、この時間が永遠に続くようにという意味が込められている。
With
冬をイメージしたシンプルなバラード。7人が揃ったことについて書かれた曲で、歌詞に登場する「星」はORβIT自身であり、ファンも意味している。
ハナ
アップテンポな楽曲。本アルバムで唯一メンバー以外が作詞した楽曲であるが、タイトルの「ハナ」はメンバーが考案した。「ハナ」は、韓国語で「1つ（하나）」、日本語で「花」という意味があり、「僕たちは一つになって笑顔という花が咲く」という意味が込められている。

## リリース、プロモーション、マーケティング
2021年10月9日に収録曲「ハナ」を公式ファンクラブで限定先行公開。10月10日に公式YouTubeで同曲のStage Ver.を公開し、リリースを正式発表した。11月3日には、収録曲「ハナ」を各種音楽配信サービスで先行配信。
11月12日にタイトル曲「Eclipse」のMVティーザー1、11月19日にMVティーザー2を公開した。また、11月20日にアルバムのハイライトメドレーを公開した。
11月23日に正式リリース。ジャケットが異なるINSIDE盤、OUTSIDE盤の2形態で、ORβIT公式サイトのショップ、HMV、SHIBUYA TSUTAYA、山野楽器、玉光堂、バンダレコード、ライオン堂、スクラム、サウンドコミュニケーションWe's、CD PLAZA WAVE、サプライズweb等で販売された。また、同日0時よりiTunes Store、レコチョク、mora等でダウンロード配信、LINE MUSIC、Apple Music、Spotify、AWA、Amazon Music、YouTube Music等でストリーミング配信された。
11月23日18時にタイトル曲「Eclipse」のMVを公開。12月5日にはMVのパフォーマンスバージョンを公開した。

## アートワーク・パッケージ
アルバムのジャケットデザインは前作に続きSHUNYAが担当した。メンバーの影が重なり合うデザインとなっている。

## チャート成績
2021年11月24日付のオリコンデイリーアルバムランキングで3位を獲得した。12月6日付のオリコン週間アルバムランキング・合算アルバムランキングでは5位、デジタルアルバムランキングで15位、インディーズアルバムランキングで1位を獲得し、ビルボード・ジャパンHot Albums・Top Albums Salesで4位、Download Albumsで15位を獲得した。また、2021年11月度のオリコン月間アルバムランキングで15位を獲得した。

## 収録曲
| #         | タイトル    | 作詞         | 作曲                                                    | 編曲                                        | 時間  |
| --------- | ----------- | ------------ | ------------------------------------------------------- | ------------------------------------------- | ----- |
| 1.        | 「Eclipse」 | キムヒ、JUNE | Moon Kim、l.vin                                         | l.vin                                       | 3:14  |
| 2.        | 「Shady」   | JUNE         | Moon Kim、GARDEN、Sooyoon                               | GARDEN                                      | 3:35  |
| 3.        | 「Forever」 | YUGO、JUNE   | SAMIN、HIDDEN SOUND (HSND）、HANGANG（HSND）、WWW、Nano | HIDDEN SOUND （HSND）、HANGANG（HSND）、WWW | 3:34  |
| 4.        | 「With」    | TOMO         | Moon Kim、KYUM LYK                                      | KYUM LYK                                    | 3:45  |
| 5.        | 「ハナ」    | 花衣         | Tesung Kim、福田貴史、Casper                            | Tesung Kim、福田貴史、Casper                | 3:47  |
| 合計時間: | 合計時間:   | 合計時間:    | 合計時間:                                               | 合計時間:                                   | 17:55 |

## スタッフ・クレジット
| レコーディング Jihyun Kim （Eclipse／Shady／Forever）＠doobdoob studio Eugene Kwon （With）＠doobdoob studio Jeongbin Lee （Forever）＠doobdoob studio JaeYeon Kim （ハナ）＠ICONIC Studio デジタルエディット Eugene Kwon （Eclipse／With／Shady）＠doobdoob studio Minjung Woo （Forever）＠doobdoob studio JaeYeon Kim （ハナ）＠ICONIC Studio ミキシング Jin Jung （Eclipse／With／Shady）＠Hug Studio SAINT PIERRE （Forever）＠HSND Lab JaeYeon Kim （ハナ）＠ICONIC Studio | マスタリング 阿部 充泰（ソニー・ミュージックソリューションズ） マスタリング・スタジオ ソニー・ミュージックスタジオ メイクアップ Sooji Lee／Yeon Namkoong（assistant） ヘア Aram Chun／Hyejin Nam（assistant） スタイリスト ［INSIDE］Nao Jüng ［OUTSIDE］Gayoung Seo アーティストフォト Daun Kim ＠Studio Daun スタジオ STUDIO VALOR アートデザイン ONE PIXEL アーティスト・マネジメント Jinseon Hong／Garam／Miki Kiuchi／Ryo Kawakami／Nao Hara／Masako Nakashin エグゼクティブ・プロデューサー キム・ヒチョン／黒沢 美樹 |